# 安達和平
安達 和平（あだち わへい、1955年6月9日 - ）は、秋田県・仙北市（旧田沢湖町）出身の舞台俳優。劇団わらび座所属。血液型B型。 

## おもな出演作品

### 舞台
- ミュージカル「菜の花の沖」（司馬遼太郎原作、ジェームス三木脚本・演出）- 高田屋嘉兵衛役
- ミュージカル「アテルイ」（高橋克彦原作、杉山義法脚本、中村哮夫演出）- アテルイ役
- ミュージカル「よろけ養安」（杉山義法脚本、井上思演出）：門屋養安役
- ミュージカル「春秋山伏記」（藤沢周平原作、大関弘政脚本・演出）- 大鷲坊役
- ミュージカル「棟方志功　炎じゃわめぐ」、（齋藤雅文作、西川信廣演出）- 棟方志功役
- ミュージカル「坊っちゃん!」（ジェームス三木脚本・演出）- 坊っちゃん役
- ミュージカルコメディ「我が輩は狸である」（是枝正彦作・演出）- ロミ丸役
- ミュージカル「おくのほそ道」- 松尾芭蕉役

### テレビドラマ
- NHK大河ドラマ「葵 徳川三代」- 文英清韓役